# Jean Massé
Pour les articles homonymes, voir Massé.
Pour l’article ayant un titre homophone, voir Jean Macé (homonymie).
Jean Massé, né le 9 mars 1817 à Germigny (Cher) et mort le 18 octobre 1909 à La Charité-sur-Loire (Nièvre), est un homme politique français.

## Biographie
Notaire, il vend sa charge en 1848 et devient maire de la Charité-sur-Loire. Arrêté et exilé après le coup d’État du 2 décembre 1851, il s'installe à Pougues, dont il devient maire, et conseiller général. Après le 4 septembre 1870, il est sous-préfet de Cosne.
Il est sénateur de la Nièvre de 1879 à 1888, inscrit au groupe de l'Union républicaine et siégeant à l'extrême-gauche.